# 34-я кавалерийская дивизия (формирования 1938 г.)
34-я кавалерийская дивизия (34-я кд) — воинское соединение в РККА Советских Вооружённых Сил Союза Советских Социалистических Республик.

## История
Дивизия образована в Киевском Особом военном округе (далее КВО) в июне 1938 г. переименованием 2-й кавалерийской дивизии Червонного казачества 1-го кавалерийского корпуса Червонного казачества. Дивизия вошла в состав 4-го кавалерийского корпуса (далее 4-й кк).
26 июля 1938 г. Главный Военный совет Красной Армии Киевский военный округ преобразовал в Киевский Особый военный округ (далее КОВО) и создал в округе армейские группы.
В сентябре-октябре 1939 г. дивизия участвовала в военном походе Красной Армии в восточные районы Польши — Западную Украину. Дивизия входила в 4-й кк в армейскую группу Украинского фронта.
С июля 1940 г. дивизия дислоцировалась в г. Дрогобыче в Западной Украине.
В июле 1940 г. дивизия обращена на формирование соединений и частей 8-го механизированного корпуса.

## Полное название
- 34-я кавалерийская дивизия

## Подчинение
- 4-й кавалерийский корпус КВО (июнь — 26 июля 1938).
- 4-й кавалерийский корпус КОВО (26 июля — сентябрь 1938).
- 4-й кавалерийский корпус Винницкой армейской группы КОВО (временно на сентябрь-октябрь 1938). (КК с.113)
- 4-й кавалерийский корпус Кавалерийской армейской группы КОВО (октябрь 1938 — 16.09.1939).
- 4-й кавалерийский корпус Каменец-Подольской армейской группы Украинского фронта (16 — 20.09.1939).
- 4-й кавалерийский корпус Южной армейской группы Украинского фронта (20 — 28.09.1939).
- 4-й кавалерийский корпус 12-й армии Украинского фронта (28.09 — октябрь 1939).
- 4-й кавалерийский корпус Кавалерийской армейской группы КОВО (октябрь 1939).

## Командование
Командиры дивизии:
- Александр Васильевич Герасимов полковник (июнь 1938 г. — 4.06.40).[2]

Заместитель командира дивизии:
- Пётр Михайлович Варыпаев полковник (09.39-4.06.40).[2]

Военный комиссар дивизии:
- Иван Васильевич Тищенко батальонный комиссар (врид до 12.04.39 г.).[2]
- Александр Павлович Свиридов бригадный комиссар (до 3.06.40).[2]

Начальник штаба:
- Александр Иванович Юрьев полковник (?-11.06.40).[2]
- Начальник оперативного отделения:
  - Михаил Николаевич Андреев майор (?-8.09.38).[2]
  - Сергей Антонович Бобрук (02.40-04.40).[2]
- Начальник связи: майор Тимофей Васильевич Коваленко (июнь 1938 г. — 19.07.40).[2]
- Начальник химической службы: старший лейтенант Иван Дмитриевич Прохоров (июнь 1938 г. — 19.07.40).[2]
- Начальник артиллерийского снабжения: майор Валерий Прокофьевич Демченко (июнь 1938 г. — 19.07.40).[2]
- 47-й кавалерийский полк
  - Командир — майор Владимир Васильевич Невиницын (на 1940 г.).
  - Помощник по строевой части — майор Ашраф Джшмунд Оглы Шихалибеков (до 19.07.40).
- 79-й кавалерийский полк
  - Командир — полковник Фёдор Гаврилович Черняев (до 20.07.40).
  - Помощник по строевой части — капитан Мустафаев Абибулла (до 19.07.40).
  - Помощник по материально-техническому обеспечению — майор Василий Иосифович Акимов (до 19.07.40).
- 148-й кавалерийский полк
  - Командир — полковник Дмитрий Алексеевич Анохин (27.11.39-?).

полковник Алексей Лукич Сологубовский (до 20.07.40).
- - Начальник штаба — капитан Александр Романович Дулевский (26.04.40-?),
- 162-й кавалерийский полк
  - Командир — майор Василий Фёдорович Трубицкий (до 20.07.40).
  - Помощник по строевой части — майор Никифор Георгиевич Лысенко (до 19.07.40).
  - Помощник по материально-техническому обеспечению — капитан Григорий Сергеевич Истомин (до 19.07.40).
  - Начальник штаба — капитан Филипп Фёдорович Кузнецов (до 19.07.40).
- 42-й танковый полк
  - Командир — майор Наум Сергеевич Галайда (до 20.07.40).
  - Начальник штаба — капитан Иван Васильевич Могильченко (до 19.07.40).
  - Помощник по технической части — капитан Иван Дмитриевич Горло (до 19.07.40).
  - Помощник по материально-техническому обеспечению — майор Григорий Ильич Ляпко (до 19.07.40).
- 10-й конно-артиллерийский дивизион
  - Командир — майор Иван Иванович Цешковский (до 20.07.40).
  - Помощник по строевой части — старший лейтенант Евгений Иванович Клинк (до 19.07.40).
  - Помощник по материально-техническому обеспечению — капитан Филипп Свиридович Доброхлеб (до 19.07.40).
  - Начальник штаба — капитан Фёдор Николаевич Озерной (до 19.07.40).
- 11-й отдельный сапёрный эскадрон
- 8-й отдельный эскадрон связи
  - Командир — капитан Константин Иванович Курзин (до 19.07.40).

## Состав
На 1940 г.:
- 47-й кавалерийский полк
- 79-й кавалерийский полк
- 148-й кавалерийский полк
- 162-й кавалерийский полк (майор В. И. Савчук)
- 42-й танковый полк
- 10-й конно-артиллерийский дивизион
- 11-й отдельный сапёрный эскадрон
- 8-й отдельный эскадрон связи

## Боевая деятельность
1938 год
Дивизия образована в июне 1938 г. переименованием 2-й кавалерийской дивизии Червонного казачества. Дивизия входила в состав 4-го кавалерийского корпуса Киевского Особого военного округа.,
26 июля 1938 г. Главный Военный совет Красной Армии Киевский военный округ преобразовал в Киевский Особый военный округ (далее КОВО) и создал в округе армейские группы. В Кавалерийскую армейскую группу вошёл 4-й кк и соответственно 34-я кд.,
16 сентября
Управление Кавалерийской армейской группы КОВО было переименовано в управление Каменец-Подольской армейской группы Украинского фронта со включением в состав группы новых корпусов, бригад, полков и других специальных частей. 34-я кд в составе 4-го кк вошла в состав этой группы.
4-й кк находился на правом фланге армейской группы. Командование 4-го кк в ночь с 16 на 17 сентября выслало на польскую территорию передовые разведгруппы с целью нарушить связь и захватить языков.
Состав 34-й кд:
- 47-й кавалерийский полк
- 79-й кавалерийский полк
- 148-й кавалерийский полк
- 162-й кавалерийский полк
- 42-й танковый полк
- 10-й конно-артиллерийский дивизион
- 11-й отдельный сапёрный эскадрон
- 8-й отдельный эскадрон связи

17 сентября
Находившиеся на польской территории передовые разведгруппы 4-го кк себя обнаружили и понесли потери в столкновениях с польскими пограничниками, не выполнив задачи, что позволило польским пограничникам привести себя в боевую готовность.
В 5.00 передовые и штурмовые отряды кавалеристов и пограничных войск НКВД перешли границу и завязали бой с польской пограничной охраной и одновременно войска армейской группы начали форсирование р. Збруч. Понтонёры наводили мосты.
34-я кд наступала на м. Подгайцы. Из-за провала разведки при форсировании р. Збруча кавалеристы встретили организованное сопротивление польской погранохраны и в течение двух часов были вынуждены вести бой на границе.
К вечеру 4-й кк вышел на р. Стрыпа в районе м. Соколув (Соколов).
18 сентября
8.00. 32-я и 34-я кавдивизии 4-го кавалерийского и стрелковые дивизии 13-го стрелкового корпусов окружили и после недолгого боя пленили до 10 тыс. польских военнослужащих.
Дивизии 4-го кк миновали м. Подгайцы, так как его освободили бригады 25-го танкового корпуса.
19 сентября
34-я кд вышла в район Рогатин, Бурштын, где получила днёвку.
20 сентября
Каменец-Подольская армейская группа переименована в Южную армейскую группу. Войска продолжали выполнять поставленные задачи.
26 сентября
4-й кк, пройдя через г. Дрогобыч, 26 сентября достиг района Сутковице, Висковице, Лановице, Вережница, где в 21.00 на основании разведданных получил приказ подготовиться к боям с польской кавгруппой под командованием генерала В. Андерса, находящейся в лесах севернее Райтеровице. По решению командира корпуса 32-я кд продолжала движение на Добромиль, Хырув, а 34-я кд, 26-я лтбр и 18-й танковый полк 32-й кд остались на месте, ожидая подхода поляков.
27 сентября
В 6.30 26-й и 27-й польские уланские полки группы генерала В. Андерса атаковали 148-й кавполк 34-й кд в Сутковице, однако встреченные артогнём и контратакой, вновь отошли на опушку леса. В ходе трёхчасового боя противник потерял 300 человек убитыми, 200 пленными, 4 орудия и 7 пулемётов.
28 сентября
Кавалеристами 34-й кд группа польских войск была рассеяна, но генерал В. Андерс с несколькими офицерами скрылся. Тем временем 32-я кд в середине дня 28 сентября вступила в Хырув и Конюв, где после небольшого боя пленила остатки 25-го польского уланского полка. С вечера 28 сентября войска 4-го кк приступили к охране границы от г. Перемышля (Пшемысль) до м. Мшанец.
12-я армия разделена на 12-ю армию и Кавалерийскую армейскую группу.
2 октября
4-й кк и соответственно 34-я кд входил в состав 12-й армии.
С июля 1940 г. дивизия дислоцировалась в КОВО в г. Дрогобыче в Западной Украине.
В июле 1940 г. дивизия обращена на формирование частей 8-го механизированного корпуса КОВО.